# Anna Januszyk
Anna Januszyk, po mężu Konecka (ur. 17 lipca 1973 w Gdańsku) – polska tenisistka stołowa, mistrzyni Europy juniorów w grze deblowej (1991) i grze mieszanej (1990), wielokrotna mistrzyni Polski.

## Kariera sportowa
Pierwsze sukcesy odnosiła jako zawodniczka AZS-AWF Gdańsk, od 1993 była zawodniczką Startu Włocławek, od 1995 występowała w barwach Siarki Tarnobrzeg, była także zawodniczką AZS Politechnika Wrocław (2001-2003) i MRKS DGT Gdańsk (2003-2005).
W 1988 została brązową medalistką mistrzostw Europy kadetek w grze mieszanej (z Piotrem Szafrankiem), w 1990 została razem z tym samym partnerem mistrzynią Europy juniorek. Na mistrzostwach Europy juniorek w 1991 zdobyła złoty medal w grze deblowej (z Austriaczką Petrą Fichtinger) i brązowy medal w grze mieszanej (z P. Szafrankiem). Reprezentowała Polskę na mistrzostwach świata seniorek w 1991, 1993 i 1995, mistrzostwach Europy seniorek w 1990, 1992, 1996 i 1998. 
W 1989 została wicemistrzynią Polski juniorek, w 1990 i 1991 mistrzynią Polski juniorek w grze pojedynczej.
Na indywidualnych mistrzostwach Polski seniorek zdobyła 22 medale:
- gra pojedyncza - trzy złote (1993, 1994, 2001), jeden srebrny (1997), pięć brązowych (1990, 1991, 1995, 1998, 2002)
- gra podwójna - sześć złotych (1992, 1994, 1995, 1996 i 2000 - z Aliną Mikijaniec, 2001 - z Wiolettą Matus), trzy srebrne (1989, 1993, 1998), dwa brązowe (1997, 1999)
- gra mieszana - dwa złote (1991 i 1994 - z Piotrem Szafrankiem)

Ze Startem Włocławek zdobyła w 1993 i 1994 drużynowe wicemistrzostwo Polski i Puchar Polski w 1994, z Siarką Tarnobrzeg drużynowe mistrzostwo Polski w 1996, 1997, 1998, 1999, 2000, z AZS Politechnika Wrocławska drużynowe wicemistrzostwo Polski w 2001, 2002, w 1999 wystąpiła z Siarką w finale Pucharu Europy.